# Olympische Sommerspiele 1936/Fußball/Spiele
Diese Seite enthält alle Spiele des olympischen Fußballturniers von 1936 in Berlin mit allen statistischen Details.

## Achtelfinale

### Türkei – Norwegen 0:4 (0:1)
| Türkei                                                 | Türkei | Norwegen | Norwegen |
| ------------------------------------------------------ | --- | --- | -------- |
| Türkei                                                 | \| 3. August 1936 um 17:30 Uhr in Berlin (Mommsenstadion) \| \| Zuschauer: 8.000 \| \| Schiedsrichter: Giuseppe Scarpi ( Königreich Italien) \|                   | \| 3. August 1936 um 17:30 Uhr in Berlin (Mommsenstadion) \| \| Zuschauer: 8.000 \| \| Schiedsrichter: Giuseppe Scarpi ( Königreich Italien) \|                                                         | Norwegen |
| Türkei                                                 | Cihat Arman – Yaşar Alpaslan, Hüsnü Savman – Mehmet Reşat Nayır, Lütfü Aksoy, İbrahim Tusder – Niyazi Sel, Sait Altınordu, Hakkı Alaç, Rebii Erkal, Fikret Arıcan | Henry Johansen – Fredrik Horn, Nils Eriksen – Frithjof Ulleberg, Jørgen Juve, Rolf Holmberg – Sverre Hansen, Magnar Isaksen, Alf Martinsen, Reidar Kvammen, Arne Brustad Cheftrainer: Asbjørn Halvorsen | Norwegen |
| Türkei                                                 | 0:1 Martinsen (30.) 0:2 Brustad (53.) 0:3 Martinsen (70.) 0:4 Kvammen (80.)                                                                                       | | Norwegen |
| 3. August 1936 um 17:30 Uhr in Berlin (Mommsenstadion) | | |          |
| Zuschauer: 8.000                                       | | |          |
| Schiedsrichter: Giuseppe Scarpi ( Königreich Italien)  | | |          |

### Italien – USA 1:0 (0:0)
| Italien                                             | Italien | USA | USA |
| --------------------------------------------------- | --- | --- | --- |
| Italien                                             | \| 3. August 1936 um 17:30 Uhr in Berlin (Poststadion) \| \| Zuschauer: 9.000 \| \| Schiedsrichter: Karl Weingartner ( Deutsches Reich) \|                                                                  | \| 3. August 1936 um 17:30 Uhr in Berlin (Poststadion) \| \| Zuschauer: 9.000 \| \| Schiedsrichter: Karl Weingartner ( Deutsches Reich) \|                                                                      | USA |
| Italien                                             | Bruno Venturini – Alfredo Foni, Pietro Rava – Giuseppe Baldo, Achille Piccini, Ugo Locatelli – Annibale Frossi, Libero Marchini, Luigi Scarabello, Carlo Biagi, Giulio Cappelli Cheftrainer: Vittorio Pozzo | Frank Bartkus – Frank Greinert, Fred Zbikowski – James Crockett, Peter Pietras, Charles Altemose – Andrew Gajda, George Nemchik, Fred Lutkefedder, William Fiedler, Francis Ryan Cheftrainer: Francis Cavanaugh | USA |
| Italien                                             | 1:0 Frossi (58.) | | USA |
| Italien                                             | Platzverweis: Rava (53.) | | USA |
| 3. August 1936 um 17:30 Uhr in Berlin (Poststadion) | | |     |
| Zuschauer: 9.000                                    | | |     |
| Schiedsrichter: Karl Weingartner ( Deutsches Reich) | | |     |

### Deutschland – Luxemburg 9:0 (2:0)
| Deutschland                                         | Deutschland | Luxemburg | Luxemburg |
| --------------------------------------------------- | --- | --- | --------- |
| Deutschland                                         | \| 4. August 1936 um 17:30 Uhr in Berlin (Poststadion) \| \| Zuschauer: 12.000 \| \| Schiedsrichter: Pál von Hertzka ( Ungarn) \|                                                                        | \| 4. August 1936 um 17:30 Uhr in Berlin (Poststadion) \| \| Zuschauer: 12.000 \| \| Schiedsrichter: Pál von Hertzka ( Ungarn) \|                                                                         | Luxemburg |
| Deutschland                                         | Fritz Buchloh – Reinhold Münzenberg, Heinz Ditgens – Paul Mehl, Ludwig Goldbrunner, Robert Bernard – Franz Elbern, Josef Gauchel, Karl Hohmann, Adolf Urban, Wilhelm Simetsreiter Cheftrainer: Otto Nerz | Jean-Pierre Hoscheid – Pierre Mousel, Victor Majerus – Arnold Kieffer, Jean-Pierre Frisch, Joseph Fischer – Oskar Stamet, Ernest Mengel, Léon Mart, Robert Geib, Gustav Kemp Cheftrainer: Paul Feierstein | Luxemburg |
| Deutschland                                         | 1:0 Urban (16.) 2:0 Simetsreiter (32.) 3:0 Simetsreiter (48.) 4:0 Gauchel (49.) 5:0 Urban (54.) 6:0 Simetsreiter (74.) 7:0 Urban (75.) 8:0 Elbern (76.) 9:0 Gauchel (89.)                                | | Luxemburg |
| 4. August 1936 um 17:30 Uhr in Berlin (Poststadion) | | |           |
| Zuschauer: 12.000                                   | | |           |
| Schiedsrichter: Pál von Hertzka ( Ungarn)           | | |           |

### Japan – Schweden 3:2 (0:2)
| Japan                                                | Japan | Schweden | Schweden |
| ---------------------------------------------------- | --- | --- | -------- |
| Japan                                                | \| 4. August 1936 um 17:30 Uhr in Berlin (Hertha-Platz) \| \| Zuschauer: 5.000 \| \| Schiedsrichter: Wilhelm Peters ( Deutsches Reich) \|                                                      | \| 4. August 1936 um 17:30 Uhr in Berlin (Hertha-Platz) \| \| Zuschauer: 5.000 \| \| Schiedsrichter: Wilhelm Peters ( Deutsches Reich) \|                                                                        | Schweden |
| Japan                                                | Sano Rihei – Horie Tadao, Takeuchi Teizō – Tatsuhara Motoo, Oita Kōichi, Kin Yōshoku – Matsunaga Akira, Ukon Tokutarō, Kawamoto Taizō, Kamo Takeshi, Kamo Shōgo Cheftrainer: Shigeyoshi Suzuki | Sven Bergqvist – Otto Andersson, Erik Källström – Victor Carlund, Arvid Emanuelsson, Torsten Johansson – Gustaf Josefsson, Erik Persson, Sven Jonasson, Karl-Erik Grahn, Åke Hallman Cheftrainer: Gustaf Carlson | Schweden |
| Japan                                                | 1:2 S. Kamo (49.) 2:2 Ukon (62.) 3:2 Matsunaga (85.) | 0:1 Persson (24.) 0:2 Persson (37.) | Schweden |
| 4. August 1936 um 17:30 Uhr in Berlin (Hertha-Platz) | | |          |
| Zuschauer: 5.000                                     | | |          |
| Schiedsrichter: Wilhelm Peters ( Deutsches Reich)    | | |          |

### Österreich – Ägypten 3:1 (2:0)
| Österreich                                             | Österreich | Ägypten | Ägypten |
| ------------------------------------------------------ | --- | --- | ------- |
| Österreich                                             | \| 5. August 1936 um 17:30 Uhr in Berlin (Mommsenstadion) \| \| Zuschauer: 6.000 \| \| Schiedsrichter: Jimmy Jewell ( Großbritannien) \|                                                                                      | \| 5. August 1936 um 17:30 Uhr in Berlin (Mommsenstadion) \| \| Zuschauer: 6.000 \| \| Schiedsrichter: Jimmy Jewell ( Großbritannien) \|                                                           | Ägypten |
| Österreich                                             | Eduard Kainberger – Ernst Künz, Martin Kargl – Anton Krenn, Karl Wallmüller, Max Hofmeister – Walter Werginz, Adolf Laudon, Klement Steinmetz, Josef Kitzmüller, Franz Fuchsberger Cheftrainer: Jimmy Hogan ( Großbritannien) | Mustafa Mansour – Ali El-Kaf, Ibrahim Halim – Hassan El-Far, Mustafa Helmi Youssef, Ahmed El-Kashef – Mohamed Latif, Abdel-Karim Sakr, Mustafa Kamel Taha, Mahmoud Mokhtar El-Tetsh, Labib Mahmoud | Ägypten |
| Österreich                                             | 1:0 Steinmetz (4.) 2:0 Laudon (7.) 3:0 Steinmetz (65.) | 3:1 Sakr (85.) | Ägypten |
| 5. August 1936 um 17:30 Uhr in Berlin (Mommsenstadion) | | |         |
| Zuschauer: 6.000                                       | | |         |
| Schiedsrichter: Jimmy Jewell ( Großbritannien)         | | |         |

### Polen – Ungarn 3:0 (2:0)
| Polen                                                   | Polen | Ungarn | Ungarn |
| ------------------------------------------------------- | --- | --- | ------ |
| Polen                                                   | \| 5. August 1936 um 17:30 Uhr in Berlin (Poststadion) \| \| Zuschauer: 5.000 \| \| Schiedsrichter: Raffaele Scorzoni ( Königreich Italien) \|                                                             | \| 5. August 1936 um 17:30 Uhr in Berlin (Poststadion) \| \| Zuschauer: 5.000 \| \| Schiedsrichter: Raffaele Scorzoni ( Königreich Italien) \|                                               | Ungarn |
| Polen                                                   | Spirydion Albański – Henryk Martyna, Antoni Gałecki – Józef Kotlarczyk, Jan Wasiewicz, Ewald Dytko – Ryszard Piec, Friedrich Scherfke, Teodor Peterek, Hubert Gad, Gerard Wodarz Cheftrainer: Józef Kaluza | László Régi – Kálmán Kovács, József Berta – Pál Lágler, Lajos von Bohus, Gyula Király – József Scheidl, Gyula Kiss, Lipót Klauber, András Bérczes, Mihály Csutorás Cheftrainer: Zoltán Opata | Ungarn |
| Polen                                                   | 1:0 Gad (12.) 2:0 Gad (27.) 3:0 Wodarz (88.) | | Ungarn |
| 5. August 1936 um 17:30 Uhr in Berlin (Poststadion)     | | |        |
| Zuschauer: 5.000                                        | | |        |
| Schiedsrichter: Raffaele Scorzoni ( Königreich Italien) | | |        |

### Großbritannien – China 2:0 (0:0)
| Großbritannien                                         | Großbritannien | China | China |
| ------------------------------------------------------ | --- | --- | ----- |
| Großbritannien                                         | \| 6. August 1936 um 17:30 Uhr in Berlin (Mommsenstadion) \| \| Zuschauer: 8.000 \| \| Schiedsrichter: Helmut Fink ( Deutsches Reich) \|                                                                  | \| 6. August 1936 um 17:30 Uhr in Berlin (Mommsenstadion) \| \| Zuschauer: 8.000 \| \| Schiedsrichter: Helmut Fink ( Deutsches Reich) \|                                      | China |
| Großbritannien                                         | Haydn Hill – Guy Holmes, Robert Patrick Fulton – John Gardiner, Bernard Joy, Daniel Pettit – James Crawford, Joseph Kyle, John McDonald Dodds, Maurice Edelston, Lester Finch Cheftrainer: William Voisey | Bao Jiaping – Li Tiansheng, Tan Jiangbai – Chen Zhenhe, Huang Meishun, Xu Yahui – Ye Beihua, Sun Jinshun, Li Huitang, Feng Jingxianx, Cao Guicheng Cheftrainer: Yang Chenshen | China |
| Großbritannien                                         | 1:0 Dodds (55.) 2:0 Finch (65.) | | China |
| 6. August 1936 um 17:30 Uhr in Berlin (Mommsenstadion) | | |       |
| Zuschauer: 8.000                                       | | |       |
| Schiedsrichter: Helmut Fink ( Deutsches Reich)         | | |       |

### Peru – Finnland 7:3 (3:1)
| Peru                                                     | Peru | Finnland | Finnland |
| -------------------------------------------------------- | --- | --- | -------- |
| Peru                                                     | \| 6. August 1936 um 17:30 Uhr in Berlin (Hertha-Platz) \| \| Zuschauer: 2.500 \| \| Schiedsrichter: Rinaldo Barlassina ( Königreich Italien) \|                                                                             | \| 6. August 1936 um 17:30 Uhr in Berlin (Hertha-Platz) \| \| Zuschauer: 2.500 \| \| Schiedsrichter: Rinaldo Barlassina ( Königreich Italien) \|                                                                             | Finnland |
| Peru                                                     | Juan Valdivieso – Víctor Lavalle, Arturo Fernández – Carlos Tovar, Segundo Castillo, Orestes Jordán – Teodoro Alcalde, Adelfo Magallanes, Teodoro Fernández, Alejandro Villanueva, José Morales Cheftrainer: Alberto Denegri | Paavo Salminen – Frans Karjagin, Arvo Närvänen – William Kanerva, Jarl Malmgren, Eino Lahti – Kurt Weckström, Erkki Gustafsson, Pentti Larvo, Ernst Grönlund, Aatos Lehtonen Cheftrainer: Ferdinand Fabra ( Deutsches Reich) | Finnland |
| Peru                                                     | 1:0 T. Fernández (17.) 2:0 Villanueva (21.) 3:0 T. Fernández (33.) 4:1 T. Fernández (47.) 5:1 T. Fernández (49.) 6:1 Villanueva (67.) 7:1 T. Fernández (70.)                                                                 | 3:1 Kanerva (42., Elfmeter) 7:2 Grönlund (75.) 7:3 Larvo (80.) | Finnland |
| 6. August 1936 um 17:30 Uhr in Berlin (Hertha-Platz)     | | |          |
| Zuschauer: 2.500                                         | | |          |
| Schiedsrichter: Rinaldo Barlassina ( Königreich Italien) | | |          |

## Viertelfinale

### Italien – Japan 8:0 (2:0)
| Italien                                                | Italien | Japan | Japan |
| ------------------------------------------------------ | --- | --- | ----- |
| Italien                                                | \| 7. August 1936 um 17:30 Uhr in Berlin (Mommsenstadion) \| \| Zuschauer: 8.000 \| \| Schiedsrichter: Otto Olsson ( Schweden) \|                                                                         | \| 7. August 1936 um 17:30 Uhr in Berlin (Mommsenstadion) \| \| Zuschauer: 8.000 \| \| Schiedsrichter: Otto Olsson ( Schweden) \|                                                               | Japan |
| Italien                                                | Bruno Venturini – Alfredo Foni, Pietro Rava – Giuseppe Baldo, Achille Piccini, Ugo Locatelli – Annibale Frossi, Libero Marchini, Sergio Bertoni, Carlo Biagi, Giulio Cappelli Cheftrainer: Vittorio Pozzo | Rihei Sano – Suzuki Yasuo, Teizo Takeuchi – Motoo Tatsuhara, Koichi Oita, Kin Yōshoku – Akira Matsunaga, Tokutaro Ukon, Taizo Kawamoto, Takeshi Kamo, Shogo Kamo Cheftrainer: Shigeyoshi Suzuki | Japan |
| Italien                                                | 1:0 Frossi (14.) 2:0 Biagi (32.) 3:0 Biagi (57.) 4:0 Frossi (75.) 5:0 Frossi (80.) 6:0 Biagi (81.) 7:0 Biagi (82.) 8:0 Cappelli (89.)                                                                     | | Japan |
| 7. August 1936 um 17:30 Uhr in Berlin (Mommsenstadion) | | |       |
| Zuschauer: 8.000                                       | | |       |
| Schiedsrichter: Otto Olsson ( Schweden)                | | |       |

### Deutschland – Norwegen 0:2 (0:1)
| Deutschland                                         | Deutschland | Norwegen | Norwegen |
| --------------------------------------------------- | --- | --- | -------- |
| Deutschland                                         | \| 7. August 1936 um 17:30 Uhr in Berlin (Poststadion) \| \| Zuschauer: 55.000 \| \| Schiedsrichter: Arthur Barton ( Großbritannien) \|                                                                    | \| 7. August 1936 um 17:30 Uhr in Berlin (Poststadion) \| \| Zuschauer: 55.000 \| \| Schiedsrichter: Arthur Barton ( Großbritannien) \|                                                                  | Norwegen |
| Deutschland                                         | Hans Jakob – Reinhold Münzenberg, Heinz Ditgens – Rudolf Gramlich, Ludwig Goldbrunner, Robert Bernard – Ernst Lehner, Otto Siffling, August Lenz, Adolf Urban, Wilhelm Simetsreiter Cheftrainer: Otto Nerz | Henry Johansen – Nils Eriksen, Øivind Holmsen – Frithjof Ulleberg, Jørgen Juve, Rolf Holmberg – Reidar Kvammen, Odd Frantzen, Alf Martinsen, Magnar Isaksen, Arne Brustad Cheftrainer: Asbjørn Halvorsen | Norwegen |
| Deutschland                                         | 0:1 Isaksen (7.) 0:2 Isaksen (83.) | | Norwegen |
| 7. August 1936 um 17:30 Uhr in Berlin (Poststadion) | | |          |
| Zuschauer: 55.000                                   | | |          |
| Schiedsrichter: Arthur Barton ( Großbritannien)     | | |          |

### Peru – Österreich 4:2 n.V. (2:2, 0:2)
Das Spiel wurde als Sieg für die österreichische Mannschaft gewertet. Nach dem 4:2 stürmten peruanische Fans das Spielfeld, um den vermeintlich feststehenden Sieg zu feiern. Nach dem Schlusspfiff legte die österreichische Delegation Protest ein. Als Grund wurde angegeben, der Platzsturm habe schon beim Stand von 2:2 stattgefunden. Ein Schiedsgericht, das nur aus Europäern bestand, ordnete ein Wiederholungsspiel an. Daraufhin reiste die gesamte peruanische Olympiamannschaft, als Solidarität von den Kolumbianern begleitet, zurück in die Heimat.
| Peru                                                 | Peru | Österreich | Österreich |
| ---------------------------------------------------- | --- | --- | ---------- |
| Peru                                                 | \| 8. August 1936 um 17:30 Uhr in Berlin (Hertha-Platz) \| \| Zuschauer: 5.000 \| \| Schiedsrichter: Thoralf Kristiansen ( Norwegen) \|                                                                                      | \| 8. August 1936 um 17:30 Uhr in Berlin (Hertha-Platz) \| \| Zuschauer: 5.000 \| \| Schiedsrichter: Thoralf Kristiansen ( Norwegen) \|                                                                                       | Österreich |
| Peru                                                 | Juan Valdivieso – Víctor Lavalle, Arturo Fernández – Carlos Tovar, Segundo Castillo, Orestes Jordán – Teodoro Alcalde, Adelfo Magallanes, Teodoro Fernández, Alejandro Villanueva, José Morales Cheftrainer: Alberto Denegri | Eduard Kainberger – Ernst Künz, Martin Kargl – Anton Krenn, Karl Wallmüller, Max Hofmeister – Walter Werginz, Adolf Laudon, Klement Steinmetz, Josef Kitzmüller, Franz Fuchsberger Cheftrainer: Jimmy Hogan ( Großbritannien) | Österreich |
| Peru                                                 | 1:2 Alcalde (75.) 2:2 Villanueva (81.) 3:2 T. Fernández (116.) 4:2 Villanueva (119.) | 0:1 Werginz (22.) 0:2 Steinmetz (36.) | Österreich |
| 8. August 1936 um 17:30 Uhr in Berlin (Hertha-Platz) | | |            |
| Zuschauer: 5.000                                     | | |            |
| Schiedsrichter: Thoralf Kristiansen ( Norwegen)      | | |            |

### Polen – Großbritannien 5:4 (2:1)
| Polen                                               | Polen | Großbritannien | Großbritannien |
| --------------------------------------------------- | --- | --- | -------------- |
| Polen                                               | \| 8. August 1936 um 17:30 Uhr in Berlin (Poststadion) \| \| Zuschauer: 6.000 \| \| Schiedsrichter: Rudolf Eklow ( Schweden) \|                                                                            | \| 8. August 1936 um 17:30 Uhr in Berlin (Poststadion) \| \| Zuschauer: 6.000 \| \| Schiedsrichter: Rudolf Eklow ( Schweden) \|                                                                          | Großbritannien |
| Polen                                               | Spirydion Albański – Henryk Martyna, Antoni Gałecki – Józef Kotlarczyk, Jan Wasiewicz, Ewald Dytko – Ryszard Piec, Friedrich Scherfke, Teodor Peterek, Hubert Gad, Gerard Wodarz Cheftrainer: Józef Kaluza | Haydn Hill – Guy Holmes, Robert Patrick Fulton – John Gardiner, Bernard Joy, John Sutcliffe – James Crawford, Edgar Shearer, Bertram Clements, Frederick Riley, Lester Finch Cheftrainer: William Voisey | Großbritannien |
| Polen                                               | 1:1 Gad (33.) 2:1 Wodarz (43.) 3:1 Wodarz (48.) 4:1 Wodarz (53.) 5:1 Piec (56.) | 0:1 Clements (26.) 5:2 Shearer (71.) 5:3 Joy (78.) 5:4 Joy (80.) | Großbritannien |
| 8. August 1936 um 17:30 Uhr in Berlin (Poststadion) | | |                |
| Zuschauer: 6.000                                    | | |                |
| Schiedsrichter: Rudolf Eklow ( Schweden)            | | |                |

## Halbfinale

### Italien – Norwegen 2:1 n. V. (1:1, 1:0)
| Italien                                                 | Italien | Norwegen | Norwegen |
| ------------------------------------------------------- | --- | --- | -------- |
| Italien                                                 | \| 10. August 1936 um 17:00 Uhr in Berlin (Olympiastadion) \| \| Zuschauer: 95.000 \| \| Schiedsrichter: Pál von Hertzka ( Ungarn) \|                                                                   | \| 10. August 1936 um 17:00 Uhr in Berlin (Olympiastadion) \| \| Zuschauer: 95.000 \| \| Schiedsrichter: Pál von Hertzka ( Ungarn) \|                                                                    | Norwegen |
| Italien                                                 | Bruno Venturini – Alfredo Foni, Pietro Rava – Giuseppe Baldo, Achille Piccini, Ugo Locatelli – Annibale Frossi, Libero Marchini, Sergio Bertoni, Carlo Biagi, Alfonso Negro Cheftrainer: Vittorio Pozzo | Henry Johansen – Nils Eriksen, Øivind Holmsen – Frithjof Ulleberg, Jørgen Juve, Rolf Holmberg – Reidar Kvammen, Odd Frantzen, Alf Martinsen, Magnar Isaksen, Arne Brustad Cheftrainer: Asbjørn Halvorsen | Norwegen |
| Italien                                                 | 1:0 Negro (15.) 2:1 Frossi (96.) | 1:1 Brustad (58.) | Norwegen |
| 10. August 1936 um 17:00 Uhr in Berlin (Olympiastadion) | | |          |
| Zuschauer: 95.000                                       | | |          |
| Schiedsrichter: Pál von Hertzka ( Ungarn)               | | |          |

### Polen – Österreich 1:3 (0:1)
| Polen                                                   | Polen | Österreich | Österreich |
| ------------------------------------------------------- | --- | --- | ---------- |
| Polen                                                   | \| 11. August 1936 um 17:00 Uhr in Berlin (Olympiastadion) \| \| Zuschauer: 82.000 \| \| Schiedsrichter: Arthur Barton ( Großbritannien) \|                                                              | \| 11. August 1936 um 17:00 Uhr in Berlin (Olympiastadion) \| \| Zuschauer: 82.000 \| \| Schiedsrichter: Arthur Barton ( Großbritannien) \|                                                                            | Österreich |
| Polen                                                   | Spirydion Albański – Henryk Martyna, Antoni Gałecki – Józef Kotlarczyk, Jan Wasiewicz, Ewald Dytko – Ryszard Piec, Walenty Musielak, Teodor Peterek, Hubert Gad, Gerard Wodarz Cheftrainer: Józef Kaluza | Eduard Kainberger – Ernst Künz, Martin Kargl – Anton Krenn, Karl Wallmüller, Max Hofmeister – Walter Werginz, Adolf Laudon, Franz Mandl, Karl Kainberger, Franz Fuchsberger Cheftrainer: Jimmy Hogan ( Großbritannien) | Österreich |
| Polen                                                   | 1:2 Gad (73.) | 0:1 K. Kainberger (14.) 0:2 Laudon (55.) 1:3 Mandl (88.) | Österreich |
| 11. August 1936 um 17:00 Uhr in Berlin (Olympiastadion) | | |            |
| Zuschauer: 82.000                                       | | |            |
| Schiedsrichter: Arthur Barton ( Großbritannien)         | | |            |

## Spiel um Bronze

### Norwegen – Polen 3:2 (2:2)
| Norwegen                                         | Norwegen | Polen | Polen |
| ------------------------------------------------ | --- | --- | ----- |
| Norwegen                                         | \| 13. August 1936 in Berlin (Olympiastadion) \| \| Zuschauer: 82.000 \| \| Schiedsrichter: Alfred Birlem ( Deutsches Reich) \|                                            | \| 13. August 1936 in Berlin (Olympiastadion) \| \| Zuschauer: 82.000 \| \| Schiedsrichter: Alfred Birlem ( Deutsches Reich) \|                                                             | Polen |
| Norwegen                                         | Henry Johansen – Nils Eriksen, Øivind Holmsen – Frithjof Ulleberg, Jørgen Juve, Rolf Holmberg – Reidar Kvammen, Magdalon Monsen, Alf Martinsen, Odd Frantzen, Arne Brustad | Spirydion Albański – Władysław Szczepaniak, Antoni Gałecki – Wilhelm Góra, Franciszek Cebulak, Ewald Dytko – Walerian Kisieliński, Michał Matyas, Teodor Peterek, Hubert Gad, Gerard Wodarz | Polen |
| Norwegen                                         | 1:1 Brustad (15.) 2:1 Brustad (21.) 3:2 Brustad (84.) | 0:1 Wodarz (5.) 2:2 Peterek (24.) | Polen |
| 13. August 1936 in Berlin (Olympiastadion)       | | |       |
| Zuschauer: 82.000                                | | |       |
| Schiedsrichter: Alfred Birlem ( Deutsches Reich) | | |       |

## Finale

### Italien – Österreich 2:1 n.V. (1:1, 0:0)
| Italien                                         | Italien | Österreich | Österreich |
| ----------------------------------------------- | --- | --- | ---------- |
| Italien                                         | \| 15. August 1936 in Berlin (Olympiastadion) \| \| Zuschauer: 85.000 \| \| Schiedsrichter: Peco Bauwens ( Deutsches Reich) \|                                                     | \| 15. August 1936 in Berlin (Olympiastadion) \| \| Zuschauer: 85.000 \| \| Schiedsrichter: Peco Bauwens ( Deutsches Reich) \|                                                    | Österreich |
| Italien                                         | Bruno Venturini – Alfredo Foni , Pietro Rava – Giuseppe Baldo, Achille Piccini, Ugo Locatelli – Annibale Frossi, Libero Marchini, Sergio Bertoni, Carlo Biagi, Francesco Gabriotti | Eduard Kainberger – Ernst Künz, Martin Kargl – Anton Krenn, Karl Wallmüller, Max Hofmeister – Walter Werginz, Adolf Laudon, Klement Steinmetz, Karl Kainberger, Franz Fuchsberger | Österreich |
| Italien                                         | 1:0 Frossi (70.) 2:1 Frossi (92.) | 1:1 Karl Kainberger (79.) | Österreich |
| 15. August 1936 in Berlin (Olympiastadion)      | | |            |
| Zuschauer: 85.000                               | | |            |
| Schiedsrichter: Peco Bauwens ( Deutsches Reich) | | |            |